# Bettina Reichenbacher
Bettina Reichenbacher (* 1962) ist eine deutsche Paläontologin. Sie ist Professorin am Department für Geo- und Umweltwissenschaften, Sektion Paläontologie an der Ludwig-Maximilians-Universität in München.

## Leben
Reichenbacher promovierte 1992 an der Johann Wolfgang Goethe-Universität in Frankfurt am Main und habilitierte sich 1998 an der Universität Karlsruhe. Seit 2002 ist sie Professorin (C3) für terrestrische Paläoökosysteme an der LMU. Reichenbachers Forschungsschwerpunkt liegt auf dem Gebiet der Echten Knochenfische, insbesondere ihrer Otolithe („Hörsteine“) aber auch der Morphologie ihres Skeletts.
Von 2002 bis 2003 war sie Vize-Präsidentin und von 2004 bis 2006 Präsidentin der Paläontologischen Gesellschaft. 

## Werke
- Mikrofaunen, Paläogeographie und Biostratigraphie der miozänen Brack- und Süßwassermolasse in der westlichen Paratethys unter besonderer Berücksichtigung der Fisch-Otolithen. Universität Frankfurt/Main, 1992 (Dissertation, 248 Seiten, 21 21 Abb., 12 Tab., 11 Taf.).
- Fischfaunen im Oligozän und Miozän von Mittel- und Südeuropa: Paläoökologie, Biostratigraphie, Paläobio- und Paläogeographie. Fakultät für Bio- und Geowissenschaften der Universität Karlsruhe, 1998 (Habilitationsschrift, 215 Seiten 57 Abb., 27 Taf., 3 Beil. (mit 36 Tab.)).